# (969) Leocadia
(969) Leocadia és un asteroide del cinturó principal descobert per l'astrònom Sergei Ivanovitch Beliavski el 1921 des de l'observatòri de Simeiz (Ucraïna).
Deu el nom a un nom femení de Rússia, però no es deriva de cap persona en concret.
S'estima que té un diàmetre de 19,51 ± 0,7 km. La seva distància mínima d'intersecció de l'òrbita terrestre és de 0,961408 ua.
Les observacions fotomètriques recollides d'aquest asteroide mostren un període de rotació de 6,87 hores, amb una variació de lluentor de 12,57 de magnitud absoluta.